# ULTIMATE WHEELS
「ULTIMATE WHEELS」是日本男子偶像團體KAT-TUN第14張單曲。2011年2月18日發售。出版商是J-One Records。

## 解説
- 前作「CHANGE UR WORLD」以來久違約兩個月的作品。2011年的第一張單曲。
- 主打歌「ULTIMATE WHEELS」在2010年12月25日首次播放。是KAT-TUN所代言的鈴木「新型SOLIO」電視廣告的主題歌。
- 關於歌曲

標題的「WHEELS＝輪」在這裡是指「夥伴之間的羈絆」，「ULTIMATE」則是「最高級」的意思。而在「WHEEL」也有「汽車」的這種意思。

## 收錄曲目

### 初回限定盤1
1. ULTIMATE WHEELS
作詞：Laika Leon / Jane Doe、作曲：Andreas Johansson / Anderz Wrethov、編曲：Billy Marx Jr. / Yukihide“YT”Takiyama
鈴木「新型SOLIO」電視廣告的主題歌
2. TWO
作詞：miwa* 作曲：Shusui / Fredrik H / Carl U　編曲：Billy Marx Jr.

DVD
1. ULTIMATE WHEELS (音樂錄影帶及其製作花絮)

### 通常盤
1. ULTIMATE WHEELS
2. 直至天亮
作詞：miyakei / ECO、RAP詞：JOKER、作曲：Makoto Inukai / King of slick、編曲：King of slick
3. ULTIMATE WHEELS (伴唱版本)
4. 直至天亮 (伴唱版本)

### 通常盤／初回附加版本
1. ULTIMATE WHEELS
2. MAKE-OR-BREAK
作詞：Ayumi Miyazaki、RAP詞：JOKER、作曲・編曲：Niklas Edberger）
3. ULTIMATE WHEELS (伴唱版本)
4. MARK-OR-BREAK (伴唱版本)